# Borneig

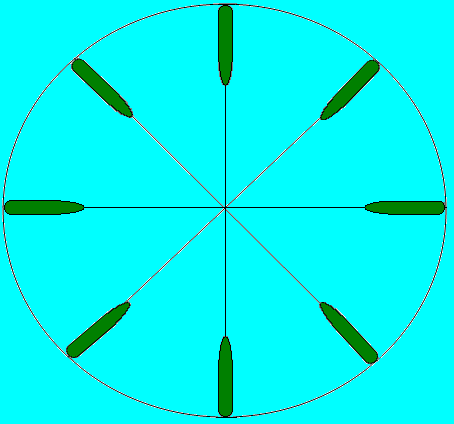
Cercle de borneig d'un vaixell fondejat.

S'anomena borneig al moviment circular que descriu un vaixell al voltant de la posició de fondeig. El centre d'aquest cercle està donat pel àncora arrelada al fons i el radi de borneig és en termes pràctics igual a la longitud de  cadena filada més la eslora de la embarcació.

## Garreig

Radi de borneig.

El borneig es diferent del moviment de l'ancora en el sentit del corrent, que rep el nom de garreig. Durant períodes prolongats de  estada a l'àncora  els corrents i els vents poden rotar de manera que un vaixell sempre presentarà la seva proa a l'efecte combinat de tots dos.
El punt de fondeig s'ha d'elegir amb observança del possible borneig de l'embarcació i a distància tal que durant un gir complet es mantingui lliure d'obstacles, la costa o altres embarcacions ancorades a la zona.